# Eumseong
Powiat Eumseong (kor. 음성군, Eumseong-gun) znajduje się w prowincji Chungcheong Północny w Korei Południowej.

## Symbole
- Ptak - Sroka
- Kwiat -
- Drzewo - Miłorząb

## Warto zobaczyć
- Dom Kim Ju Tae - tradycyjny dom koreański, prawdopodobnie wybudowany w połowie XIX w.
- Dom Seo Jeong U - inny tradycyjny dom wybudowany w stylu koreańskim, także z XIX w.
- Pięciopoziomowa kamienna pagoda Mojeon
- Szkoła konfucjańska Hyanggyo
- Wykuty w skale posąg Buddy Mitasa
- Fortyfikacja na górze Sujeong
- Świątynia Taegyo (Taegyosa)

W powiecie znajduje się wiele gór, m.in. Ohgap, Wontong, Sureui, Buyong, Gaseop, Sujeong, Baekma, Keun, Hambak, Mai.